# آوگوستو آکیو
آوگوستو آکیو (انگلیسی: Augusto Akio؛ زادهٔ ۱۲ دسامبر ۲۰۰۰) اسکیت‌بردباز ژاپنی‌تبار اهل برزیل است.
وی در مسابقات کشوری و بین‌المللی در مجموع برندهٔ ۱ مدال نقره شده است.